# Richard Pinhas
Richard Pinhas (ur. 7 maja 1951) – francuski awangardowy muzyk rockowy. Pinhas ukończył i otrzymał doktorat filozofii na Sorbonie, a następnie został profesorem na tej uczelni. Od 1972 grał w grupie Schizo uprawiającej elektronicznego rocka. Po rozstaniu się z grupą założył swój własny zespół trio – Heldon, który w latach 1974–1978 był wizytówką francuskiego podziemia artystycznego. Pinhas w grupie grał na gitarze, a muzyka jej pozostawała pod silnym wpływem King Crimson. Już w czasie występów w Heldon i także później Pinhas rozpoczął karierę solową w sumie nagrywając sześć albumów zawierającą eksperymentalną muzykę z gatunków rocka i new age. Pinhas w karierze solowej grał na gitarze oraz instrumentach klawiszowych.

## Dyskografia
- 1977 Rhizosphere
- 1980 East West
- 1980 Iceland
- 1982 L' Ethique
- 1992 Chronolyse
- 1992 DWW
- 1999 Fossil Culture (razem z Peterem Frohmaderem)
- 1999 Schizotrope – Life and Death of Marie Zorn
- 2002 Event and Repetitions